# Casamates d'en Palomeres
Les casamates d'en Palomeres són una fortificació de Llançà (Alt Empordà) inclosa a l'Inventari del Patrimoni Arquitectònic de Catalunya.

## Descripció
Són al sud-oest del nucli urbà de la població de Llançà, al costat de la carretera N-260, entre la zona del Pujolar i el còrrec d'en Palomeres.
Són un conjunt de tres búnquers o casamates mig soterrades orientades a la carretera N-260 i disposades a diferents alçades, en un terreny en pendent. Són de planta rectangular, amb les cantonades arrodonides. Presenten obertures horitzontals per efectuar la defensa i, a la banda posterior, portes rectangulars per accedir a l'interior. En origen, les estructures estaven camuflades en pedra de la mateixa zona, tot i que actualment n'han perdut bona part. Les construccions estan bastides amb formigó armat, i la tècnica de l'encofrat, o bé amb maons revestits amb ciment.

## Història
Són una construcció militar portada a terme per l'organisme franquista denominat "Servicio Militar de Construcción". Aquestes fortificacions pertanyen a l'extensa i àmplia xarxa de búnquers i nius de metralladora, bastides entre els anys 1940-45, que s'estén tot al llarg de les terres properes a la frontera i al litoral nord de l'Empordà. Aquesta va ser nomenada "línia P" o "línia Peréz", encara que també és coneguda com a "línia Gutierrez", potser pel fet que el coronel d'enginyers Manuel Duelo Gutiérrez va participar en una reunió relativa a la fortificació d'aquesta línia.
Realment, l'origen del nom ve donat per la posició geogràfica de la línia en qüestió que abastava tota la part del Pirineus, d'aquí que s'anomenés P. Totes aquestes construccions foren bastides després d'acabar-se la guerra del 1936-39 pels serveis de l'exèrcit del govern dictatorial, en resposta a una possible invasió procedent de França.
L'any 1985 es va decidir suprimir els regiments de defensa i desmantellar les bateries.